# Milcah Chemos Cheywa
Milcah Chemos Cheywa, född den 24 februari 1986, är en kenyansk friidrottare som tävlar i hinderlöpning.
Cheywa deltog vid VM 2009 på 3 000 meter hinder en gren som hon tävlat i bara några månader. Vid VM blev hon bronsmedaljör på det nya personliga rekordet 9.08,57. 

## Personliga rekord
- 3 000 meter hinder - 9.07,14 från 2012
- 3 000 meter - 8.43,92  från 2009